# 234026 Unioneastrofili
234026 Unioneastrofili este un asteroid din centura principală de asteroizi.

## Descriere
234026 Unioneastrofili este un asteroid din centura principală de asteroizi. A fost descoperit pe 23 septembrie 1998 la San Marcello Pistoiese de Luciano Tesi. Asteroidul prezintă o orbită caracterizată de o semiaxă mare de 2,20 ua, o excentricitate de 0,20 și o înclinație de 2,7° în raport cu ecliptica.